# Бръглез (община Лития)
Вижте пояснителната страница за други значения на Бръглез.
Бръглез (на словенски: Brglez) е село в Словения, Средна Словения, община Лития. Според Националната статистическа служба на Република Словения през 2015 г. селото има 15 жители.